# انتخابات ریاست‌جمهوری ماداگاسکار (۲۰۱۸)
انتخابات ریاست‌جمهوری ماداگاسکار (انگلیسی: 2018 Malagasy presidential election) در ۷ نوامبر برگزار شد. دور دوم انتخابات شامل حضور دو کاندیدای اصلی آندری راجولینا و مارک راوالومانانا در ۱۹ دسامبر برگزار شد.

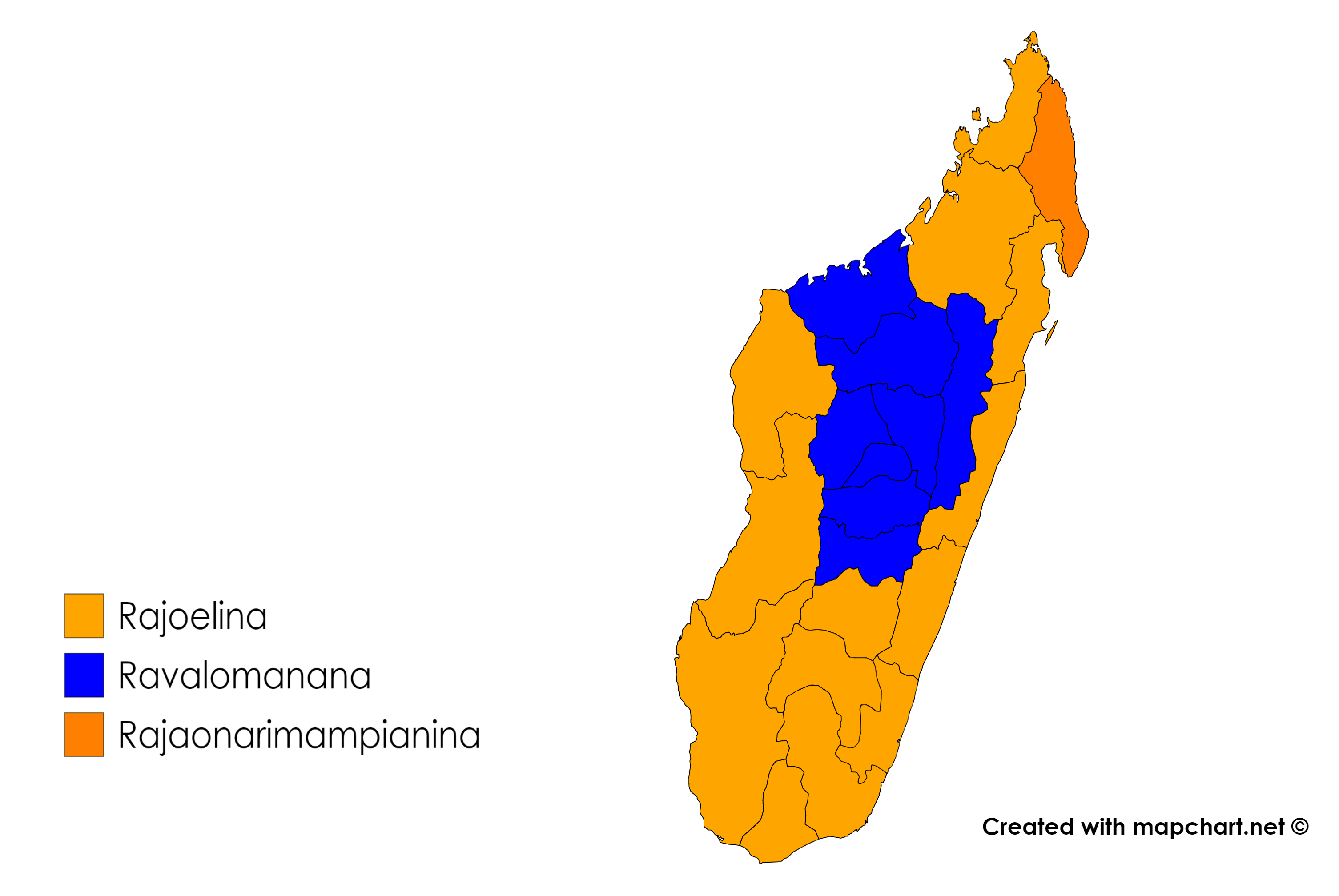
کاندیداهای برجسته در دور اول بر اساس منطقه.

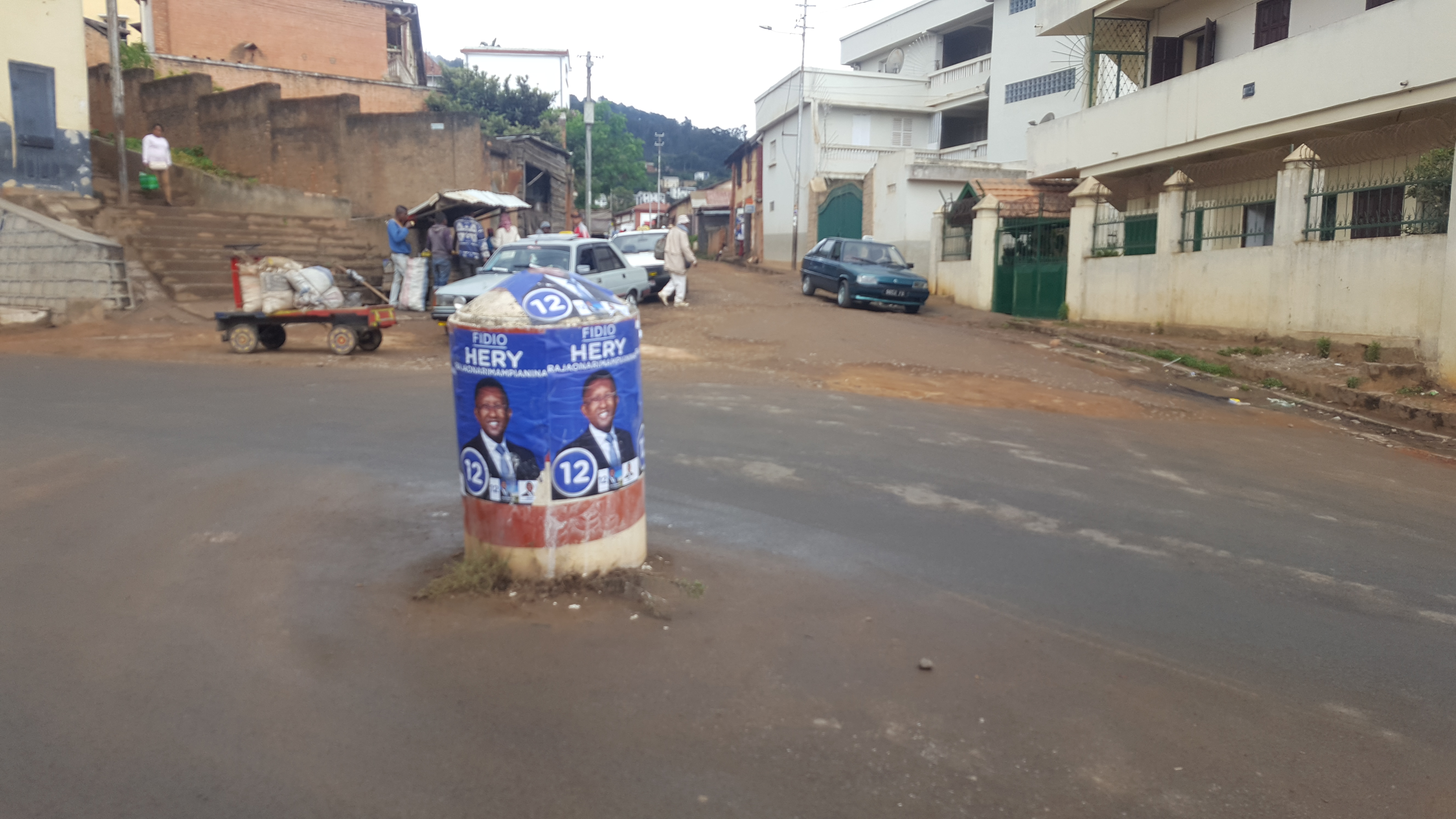
پوستر رئیس‌جمهور کنونی هری راجائوناریمامپیانینا اکتبر ۲۰۱۸.